# Protosuberites mexicensis
Protosuberites mexicensis är en svampdjursart som först beskrevs av de Laubenfels 1935.  Protosuberites mexicensis ingår i släktet Protosuberites och familjen Suberitidae. Inga underarter finns listade i Catalogue of Life.